# Sammy Goosen
Hendrik Willem Nicolaas Goosen, més conegut com a Sammy Goosen o Harry Sammy Goosen (1892 - ?) va ser un ciclista sud-africà que va prendre part en els Jocs Olímpics de 1920.
Va guanyar una medalla de bronze en la prova de persecució per equips, formant equip amb James Walker, William Smith i Henry Kaltenbrun. També va participar en la prova de tàndem, fent parella amb George Thursfield; i en la de velocitat individual, quedant eliminat en ambdues proves en les sèries.